# EHC Chur
EHC Chur – szwajcarski klub hokeja na lodzie z siedzibą w Chur.

## Sukcesy
- Złoty medal Nationalliga B: 1984, 1986, 1989, 1991, 1999, 2000